# Illorsuit
Illorsuit [ˌiˈɬːɔsːuit] (nach alter Rechtschreibung Igdlorssuit) ist eine verlassene grönländische Siedlung im Distrikt Uummannaq in der Avannaata Kommunia.

## Lage
Illorsuit liegt an der Ostküste der gleichnamigen Insel am Fuße eines hohen Gebirges, das die ganze Insel bedeckt und sich um den Ort zieht. Der nächstgelegene Ort ist das 35 km nördlich liegende ebenfalls momentan verlassene Nuugaatsiaq auf der Insel Qeqertarsuaq, die nicht mit der Diskoinsel mit ihrem gleichnamigen Distrikthauptort zu verwechseln ist. Aufgrund seiner umschlossenen Lage liegt der Ort von Oktober bis März komplett im Schatten.

## Geschichte
Auf der Insel wurde Anfang des 19. Jahrhunderts eine Handels- und Walfängeranlage mit dem Namen Ubekendt Ejland bzw. St. Peders Haab errichtet. Bereits 1804 wurde diese in Naqerloq befindliche Anlage wieder aufgegeben. Um 1840 nutzten Grönländer die Insel vor allem im Norden als Winterwohnplatz.
Weil die Entfernung zum nächsten Udsted in Ukkusissat groß war, würde 1859 ein Udsted in Illorsuit gegründet. Von 1881 bis 1886 wurden meteorologische Messungen in Illorsuit vorgenommen. 1905 lebten 101 Menschen in Illorsuit.
1911 wurde Illorsuit eine eigene Gemeinde im Kolonialdistrikt Uummannaq, der noch die Wohnplätze Upernavik Næs, Karrat und Nuliarfik angehörten. Die Gemeinde gehörte zum 10. Landesratswahlkreis Nordgrönlands und hatte einen Gemeinderat mit fünf Mitgliedern.
1915 lebten 117 Menschen in Illorsuit, darunter ein Däne. Im Ort waren sechzehn grönländische Wohnhäuser, eine 57 m² große Wohnung für den Udstedsverwalter von 1913, ein 1859 als bretterverkleideter Fachwerkbau errichtetes Gebäude, das als Proviantlager und Laden diente, eine Böttcherei nach grönländischer Bauweise mit Holzboden, ein Speckhaus von 1875, das ebenfalls ein 90 m² großes Grönländerhaus war, und ein neueres Speckhaus von 1906, das aus Holz gebaut war. Die Schulkapelle war älteren Datums und ebenfalls grönländisch gebaut und 48 m² groß. Im Ort lebten 24 Jäger, der Udstedsverwalter, ein Böttcher, ein Katechet und eine Hebamme.
1919 wurde ein Packhaus gebaut, das als Laden fungierte, und 1923 eine neue Schulkapelle. 1925 wurde Nuugaatsiaq, das erst wenige Jahre zuvor besiedelt worden war, zum Udsted, wodurch die Gemeinde Illorsuit aufgeteilt wurde. 1930 hatte Illorsuit 168 Einwohner. 1932 wurde ein Versammlungsgebäude, 1935 ein Kohlenhaus und eine Werkstatt und 1940 eine Schule errichtet. 1947 kam es zu einer Hungersnot und die Bevölkerung musste 93 ihrer Hunde töten und essen. 1959 wurde eine Hebammenwohnung errichtet, 1964 eine Telestation und 1965 eine Werkstatt und im selben Jahr eine Fischsalzerei.
1950 wurde Illorsuit ein Teil der neuen Gemeinde Uummannaq. Bei der Verwaltungsreform 2009 wurde der Ort Teil der Qaasuitsup Kommunia, die 2018 im Norden in die Avannaata Kommunia aufgeteilt wurde.
Im Juni 2017 wurde Illorsuit wie auch Nuugaatsiaq von einem Tsunami getroffen. Da man konstatierte, dass der Ort in der Gefahrenzone für einen weiteren Tsunami liegt, wurde er evakuiert. Im September 2019 wurde bekanntgegeben, dass Illorsuit weiterhin nicht wieder freigegeben werden kann und sich dies bis zum Ende weiterer Untersuchungen 2021 wohl auch nicht ändern wird.

## Wirtschaft
Illorsuit lebte wie die meisten anderen Orte Grönlands auch vom Robben-, Wal- und Fischfang. In einer Fabrik wurden Heilbutt und Robbenfell verarbeitet. Weitere Arbeitsmöglichkeiten gab es bei Pilersuisoq, in der Schule Atuarfik Aaralik, die ein gutes Dutzend Schüler unterrichtete und auch eine Bibliothek beinhaltete und Freizeitmöglichkeiten gewährte, in Verwaltungsangelegenheiten oder im Dienstleistungssektor, zum Beispiel in der Tagespflege.

## Infrastruktur und Versorgung
Ein kleiner Kai gewährte Illorsuit Zugang zum Wasser. Weitere Fortbewegungsmittel waren Hundeschlitten und Schneemobile. Es gab eine Straße und viele kleine Wege. Ein Heliport im Süden verband den Ort mit anderen Siedlungen.
Für die Versorgung des Ortes war Nukissiorfiit zuständig. Das Trinkwasser wurde im Winter durch Schneeschmelze und im Sommer durch einen kleinen Bach gewonnen. Müll wurde im Ort verbrannt und Abwasser ins Meer geleitet. TELE Greenland versorgte den Ort mit telekommunikativer Anbindung.

## Bebauung
Illorsuit gliedert sich in einen kleinen nördlichen und einen südlichen Teil. Der Ort ist stark von Lawinen und Erosion betroffen. Neben der Schule und dem Laden gab es auch Büros, eine Dorfhalle, eine Krankenstation und eine Kirche. Viele Gebäude in Illorsuit sind geschützt. Im Süden befindet sich der Friedhof und im Norden ein auf sandigem Boden errichteter Fußballplatz.

## Sport
Aus Illorsuit stammt der Fußballverein Isúngaĸ, der 1959/60 und 1963/64 an der Grönländischen Fußballmeisterschaft teilnahm.

## Söhne und Töchter
- Thomas Løvstrøm (1876–1933), Landesrat
- Lars-Emil Johansen (* 1946), Politiker (Siumut) und Premierminister

## Bevölkerungsentwicklung
Die Bevölkerungszahl von Illorsuit sank während der 1980er Jahre. Im folgenden Jahrzehnt stieg sie wieder auf den Wert aus dem Ende der 1970er Jahre an und sinkt seitdem stark, was bis 2017 eine Halbierung der Einwohnerzahl bewirkte. Seit der Evakuierung infolge des Tsunamis ist Illorsuit abrupt verlassen.